# Sven Adolf Norling
Sven Adolf Norling, född den 10 november 1785 i Göteborg, död den 20 september 1858 på Brogården vid Skara, var en svensk veterinär, farfar till Börje Norling.

## Biografi
Norling erhöll sin första undervisning vid läroanstalten i Kristiansfeld i Schleswig, inackorderades 1800 hos föreståndaren för Skara veterinärskola Peter Hernqvist, fick 1805 avgångsbetyg från denna skola och avlade 1806 studentexamen i Lund. Tiden 1806–1807 studerade han vid Konglige danske veterinærskolen i Köpenhamn under professor Erik Viborgs ledning och han besökte därutöver Danmarks stuterier, schäferier med flera liknande inrättningar. 

### Till Stockholm
År 1807 begav Norling sig till Stockholm, där han övade sig i rid- och körkonsten. 1808 togs han ut som fältläkare och utkommenderades som underläkare i fälttåget mot Norge och förordnades inom kort till chef för arméns hästlasarett, ett förordnande, som han innehade in på året 1810 och även i 1813–14 års krig. 

### Återöppnande av Veterinärinrättningen i Skara
1810 utförde han det uppdrag, som Hernqvist (vilken hade dött 1808) lämnat honom i sitt testamente, nämligen att till förmån för veterinärinrättningen realisera Hernqvists kvarlåtenskap. Veterinärundervisningen i Skara veterinärinrättning hade alltsedan dennes död legat nere, men tack vare Norlings kraftfulla åtgärder tryggades veterinärinrättningens bestånd. År 1810 erhöll han förordnande och 1813 fullmakt som lektor och föreståndare för skolan.

### Etablering av veterinärutbildning i Stockholm
Han kom dock snart till insikt om svårigheten att åstadkomma en fullt tidsenlig undervisningsanstalt i Skara och började, i likhet med Hernqvist, arbeta för inrättandet av en högre veterinärskola i Stockholm, något som lyckades efter hårt arbete och stora finansiella investeringar. 
År 1819 fick han i uppdrag att tillsammans med arkiater von Weigel utarbeta förslag till och utse plats för ett sådant läroverk i Stockholm. Detta öppnades 1821. Norling blev dess förste professor och föreståndare; kort därefter utnämndes han till överdirektör och chef för veterinärläroverken i Stockholm och Skara. Hans gedigna fackinsikter och praktiska erfarenhet gjorde sig i hög grad gällande. 
Emellertid började kraftiga röster höjas för de båda läroverkens skiljande och ställande under olika föreståndare. Trots Norlings kraftiga invändningar mot lämpligheten därav genomdrevs ett sådant beslut 1855. Året därpå lämnade Norling överdirektörsbefattningen, men fick i följd av sina framstående förtjänster behålla professorslönen i Stockholm som pension samt därjämte kvarstå som föreståndare vid skolan i Skara. 

### Norling som veterinär
Norling hade stor betydelse för veterinärväsendets utveckling i Sverige. Särskilt bör framhållas hans kraftiga ingripande till den elakartade lungsjukans bekämpande på 1840–50-talen genom de angripna kreatursbesättningarnas nedslaktande på allmän bekostnad, en radikal åtgärd, genom vilken landet förskonades från vidare härjningar av farsoten. 
Norlings starkaste sida som veterinär var hans skarpa diagnos, en egenskap, som gjorde, att han vid behandlingen av inre sjukdomar och företagandet av operationer visade en överlägsenhet, som väckte allas beundran. Sin undervisning meddelade han mindre från katedern än samtalsvis under besöken i sjukstallarna. 
Som hippolog intog han vid sidan av Clas Adam Ehrengranat den förnämsta platsen i Skandinavien. Han ägde ett högst ovanligt herravälde över djuren, särskilt över hästar. Norling var originell, kvick och slagfärdig, och många anekdoter var med anledning av detta länge i svang om honom. Han var ledamot av Lantbruksakademin (1822) och Krigsvetenskapsakademin (1826). 
Norling utgav uppsatser om lungröta i en fransk veterinärtidskrift, om Hyoscyamus mot rots, om kinesisk metod att kastrera svin samt 1843–45 årsberättelser rörande veterinärinrättningens i Stockholm verksamhet 1842–44. Norlings stoft vilar i samma grav som Hernqvists på Härlunda kyrkogård. Den 17 augusti 1908 restes över dem en granitminnesvård vid Brogården.